# 代购
代购(英語：Purchasing agent)，即代理购买，指找人帮忙购买自己需要的商品。由于部分厂商对其产品于不同国家或地区设有不同的规格或售价，代购服务应运而生。日本、韩国、台湾、香港等地区的货品均为热门的代购地区。但从某些国家“代购”是一种可能涉及非法跨境走私的逃税避税行为。代购是指由个人或团伙在中国境外大量或高频次地购买或囤积某种商品(主要包括奢饰品，但也包含例如婴幼儿奶粉等日常消费品)，然后再以多种方式兜售给在中国境内的消费者，以达到逃避关税和牟取暴利的目的。 由于电子商务的发展，代购通常可以通过互联网进行。取决于具体案例，代购行为可以是非法的刑事犯罪行为（诸如走私、逃税、诈骗等），也可以是合法地利用法律漏洞来达到节税目的的灰色經濟行为。

## 违法犯罪案例
- 在进行海外代购时，可能会因为违反国际货运政策（如关税、检验检疫等）而构成违法犯罪行为[16]。
- 部分黑心代购商使用劣质产品以次充好。由于此类商家通常并未进行工商注册，故消费者维权比较困难[17]。奢饰品代购也被调查发现是充斥着大量假冒伪劣商品的温床[18]。
- 一名来自中国女子於2017年6月16日，持一年多次入境许可观光签证飞抵澳大利亚南澳州首府阿德雷德。机场入境官员检查过她的手机后，指她在上一次入境时利用社交网站开设代购平台，并曾於澳大利亚境内替中国亲友代购维他命保健產品。当局指她违返观光签证规定从事获利行為，当场註销其签証，并於隔日驱逐出境[19]。
- 2012年，一名前空姐李某，因大量进行代购逃税，同时构成走私罪和逃税罪，被判处有期徒刑11年。其偷逃税款金额多达100万人民币以上[9]。
- 自2013年来，香港特区政府已不定期地抓捕奶粉代购走私犯。被抓获的代购者将面临64,480港币的罚金并会被处以两年刑狱[20]。
- 2019年初，澳大利亚警方破获一起代购走私案，逮捕6名代购走私犯[2][3]。
- 2019年2月，法国警方在收到举报信后，破获并逮捕一个来自中国的奢侈品代购团伙，其涉嫌逃税的交易额超过500万欧元[21][22]。
- 2017年末，墨尔本警方在长达数月的调查后，破获并逮捕了七名代购走私犯，同时查获了价值约30万美元的走私商品[4]。
- 2017年初，23名代购走私犯因涉嫌在美国和中国组织犯罪被捕[13]。

## 影响
代购走私团伙惯用的手段涉及大量囤货，经常造成当地市场商品短缺，引起当地消费者严重愤慨，也迫使多国政府开始打击非法输出商品的代购行径。自2012始，新西兰政府已经开始定期打击非法输出婴儿配方奶粉，严令禁止非官方注册出口的商品，打击范围包括网络代购及亲友赠送等渠道。
代购团伙破坏性的购买行径，也常常引发正常的亚裔消费者在正常购物时受到来自商家的怀疑和歧视。2017年9月，一美国亚裔公民以歧视亚裔消费者为由将梅西百货告上法庭，梅西百货曾拒绝向单个亚裔消费者销售数量超过一件的商品。

## 政府出台新法
自2019年1月1日起，中国政府新出台的《电子商务法》正式生效，开始管理代购行径。根据电子商务法规定，所有代购参与者必须注册为电子商务经营者，并且必须同时在中国和代购所在地区获得经营执照，同时必须依法在中国和代购所在国家和地区纳税。违反该法的个人和电商平台，将被分别处以50万元和两百万元人民币的罚款，同时也会面临走私、逃税、诈骗等多种刑事诉讼。